# Calliteara pudibunda
Espèce
Calliteara pudibunda, la Pudibonde (pour la chenille) ou Patte étendue (pour le papillon), est une espèce de lépidoptères de la famille des Erebidae et de la sous-famille des Lymantriinae.

## Description
Grisâtre, le papillon présente un dimorphisme sexuel important : la femelle est plus claire et plus grande que le mâle.
La chenille, longue de 40 mm au maximum, est généralement jaune ou verdâtre, rarement rougeâtre. Elle porte de petites verrues d'où partent de fines soies ; au dos des 4 premiers segments abdominaux, elle porte un pinceau de soies jaunes ou gris foncé ; le 8e segment abdominal porte une touffe de poils rougeâtres.

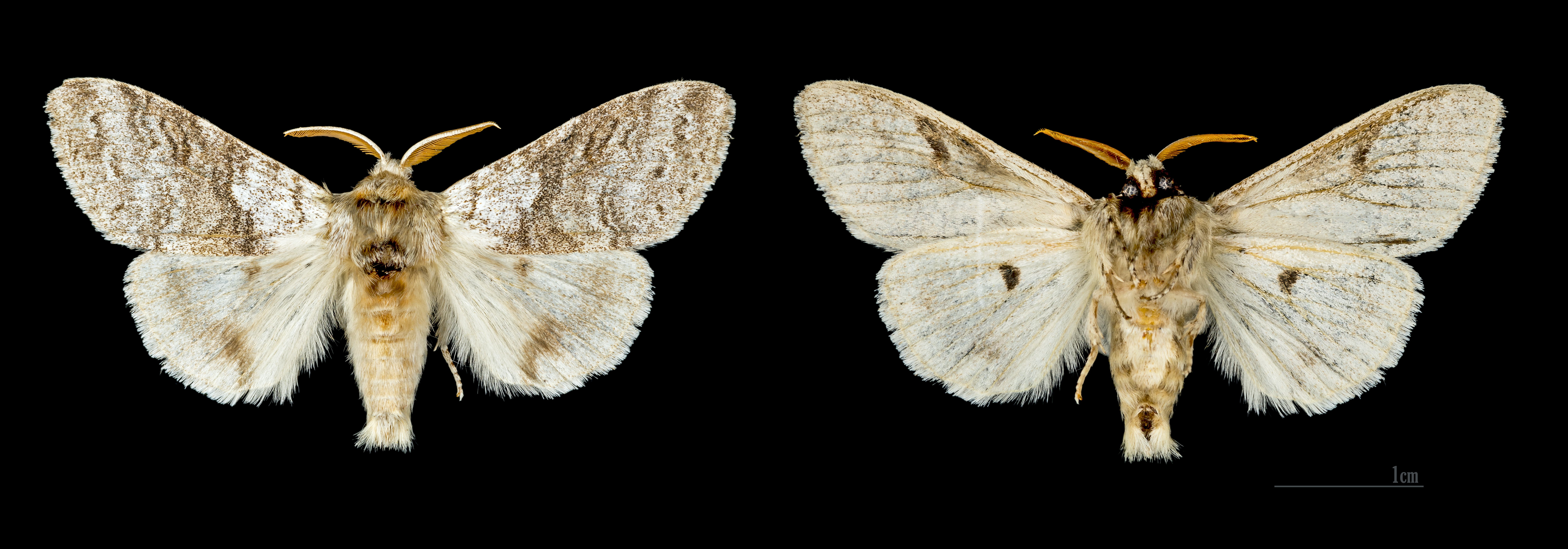
Mâle, Glières, MHNT
Femelle, Glières, MHNT

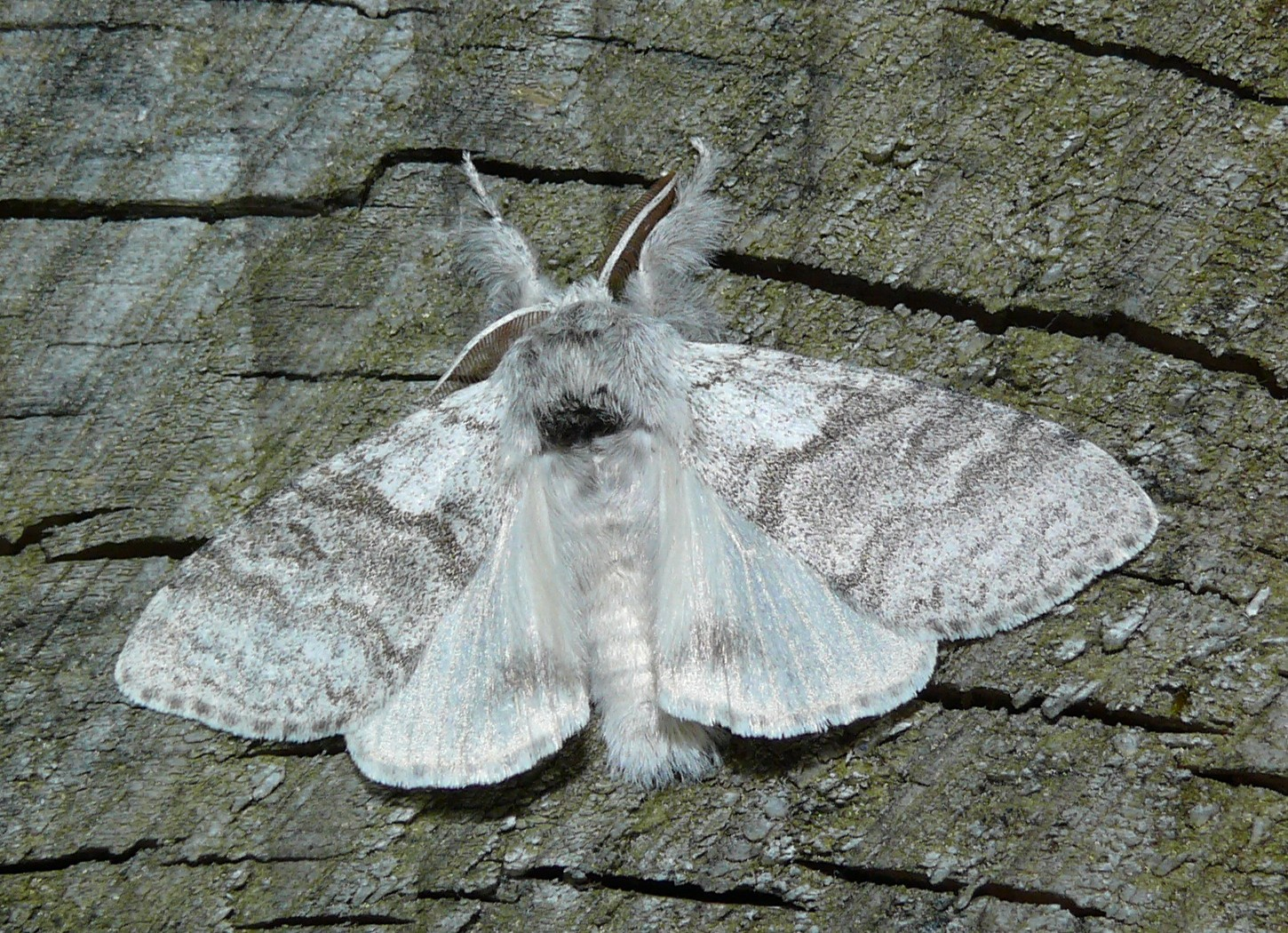
Adulte (imago)
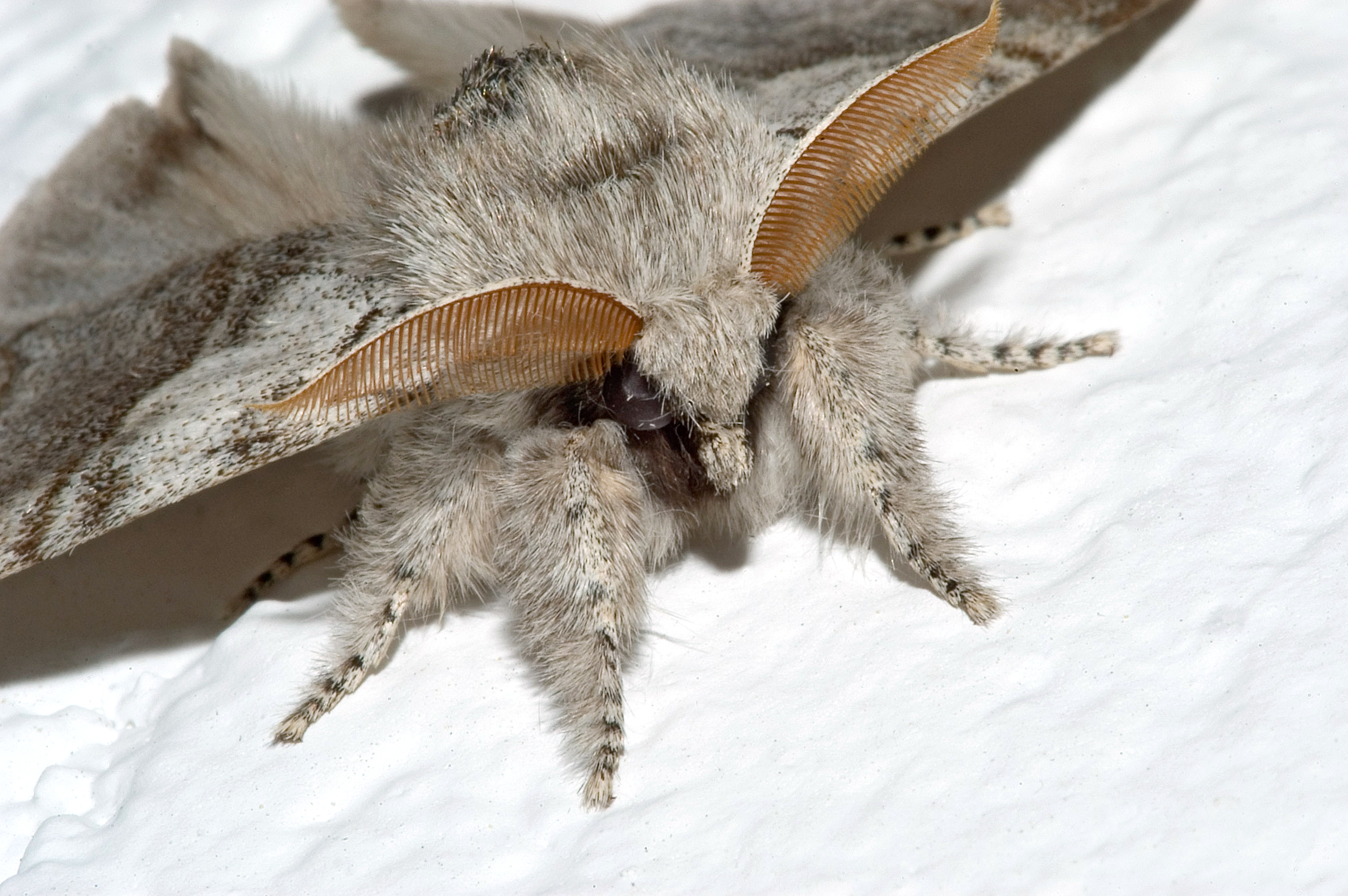
Détail de la tête

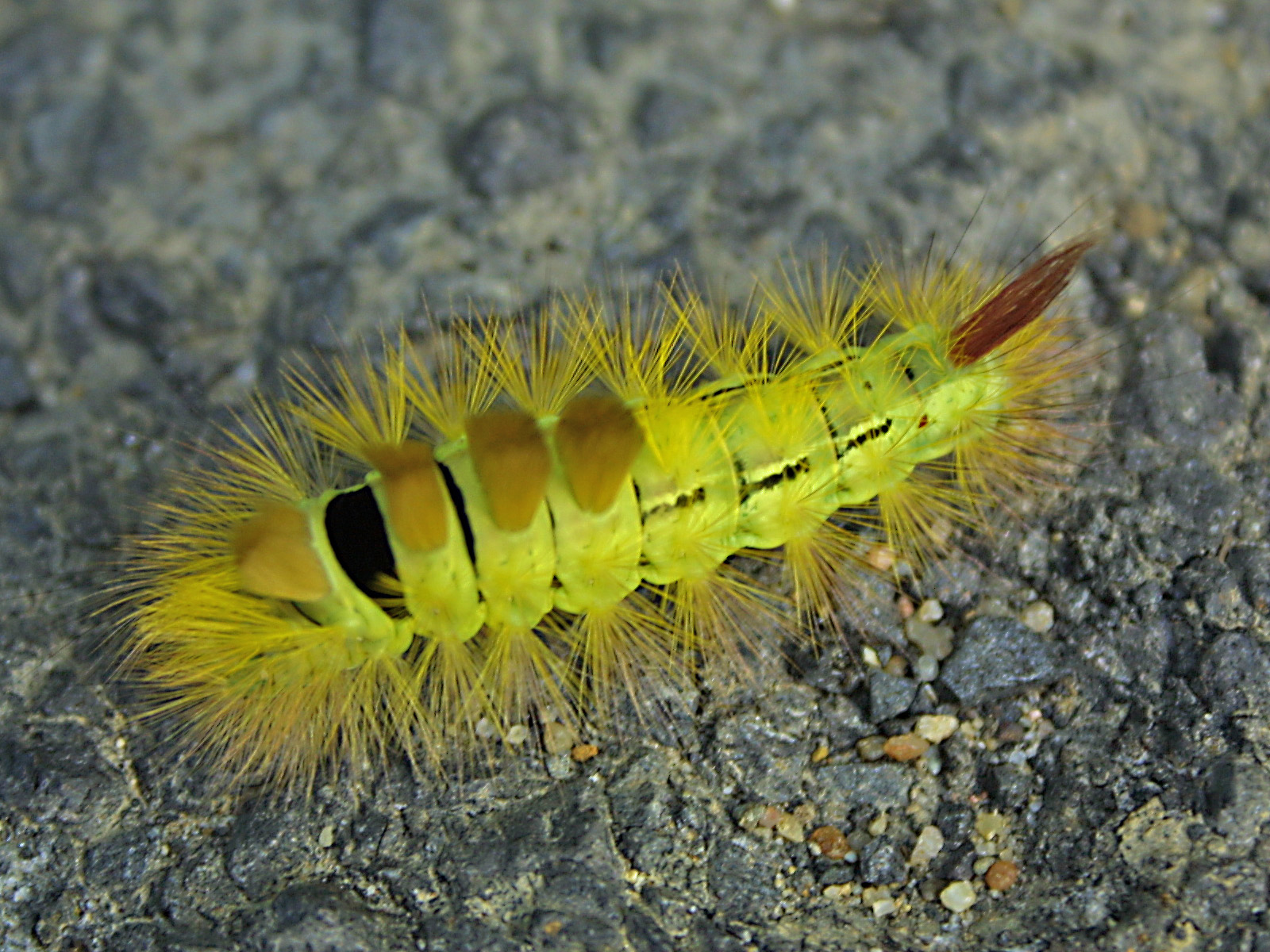
Chenille
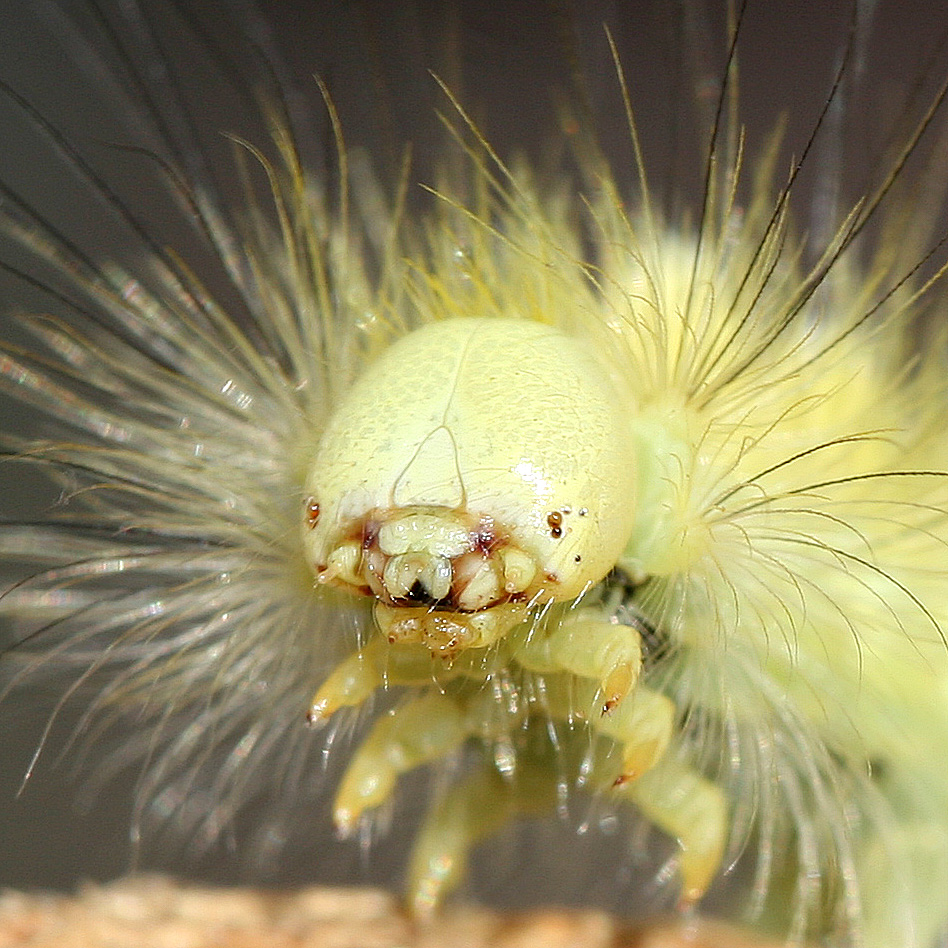
Chenille (détail de la tête)
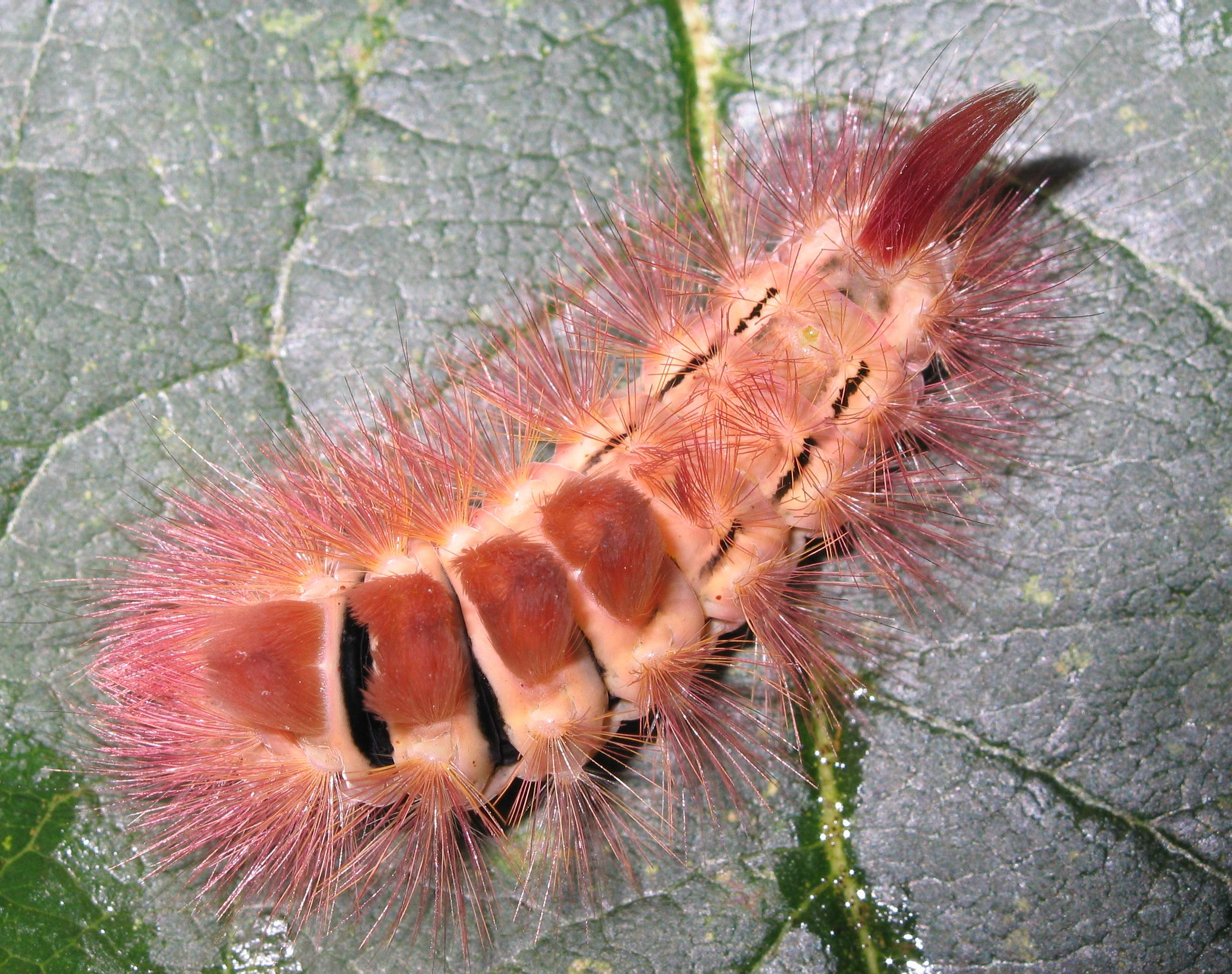
Chenille
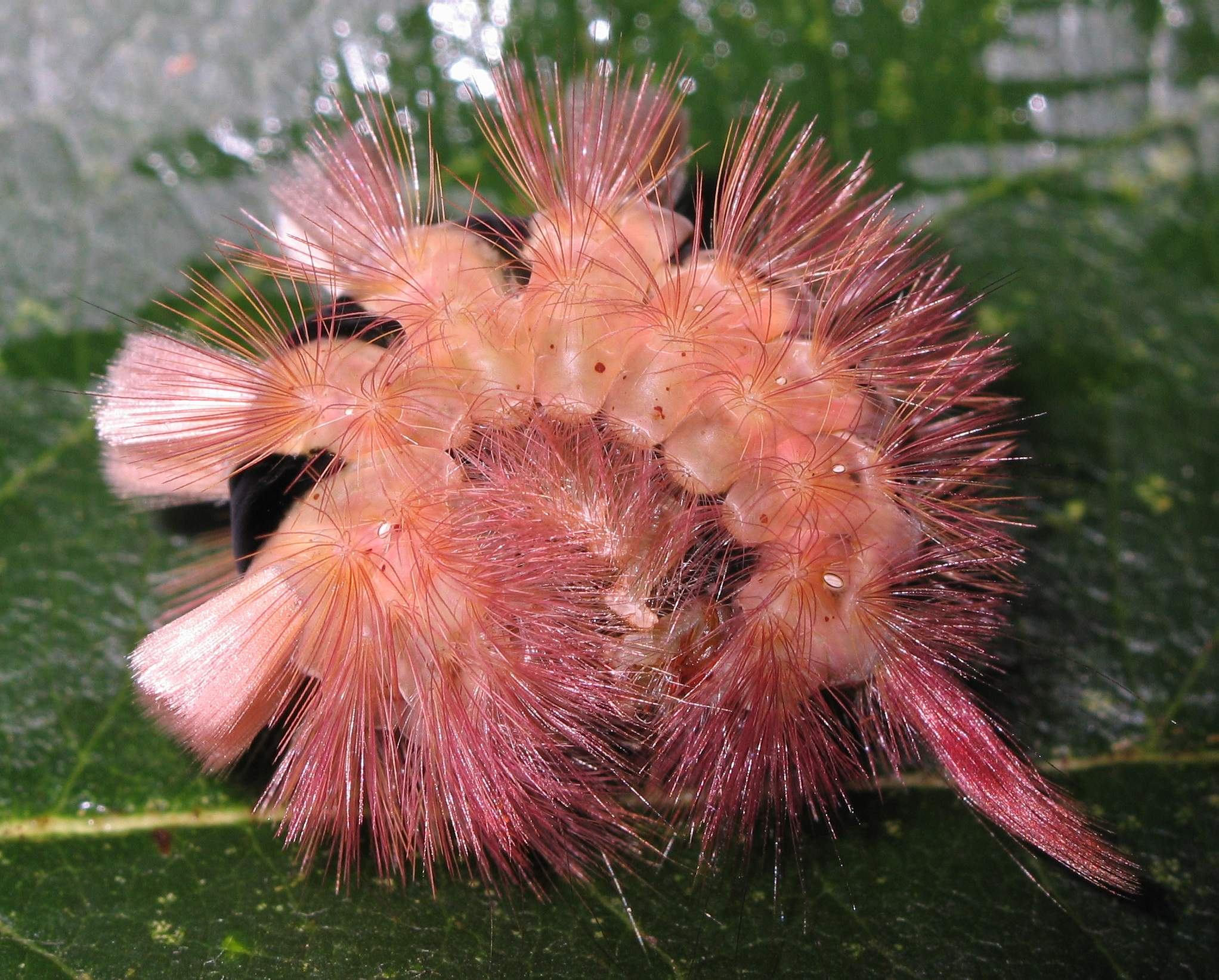
Chenille enroulée
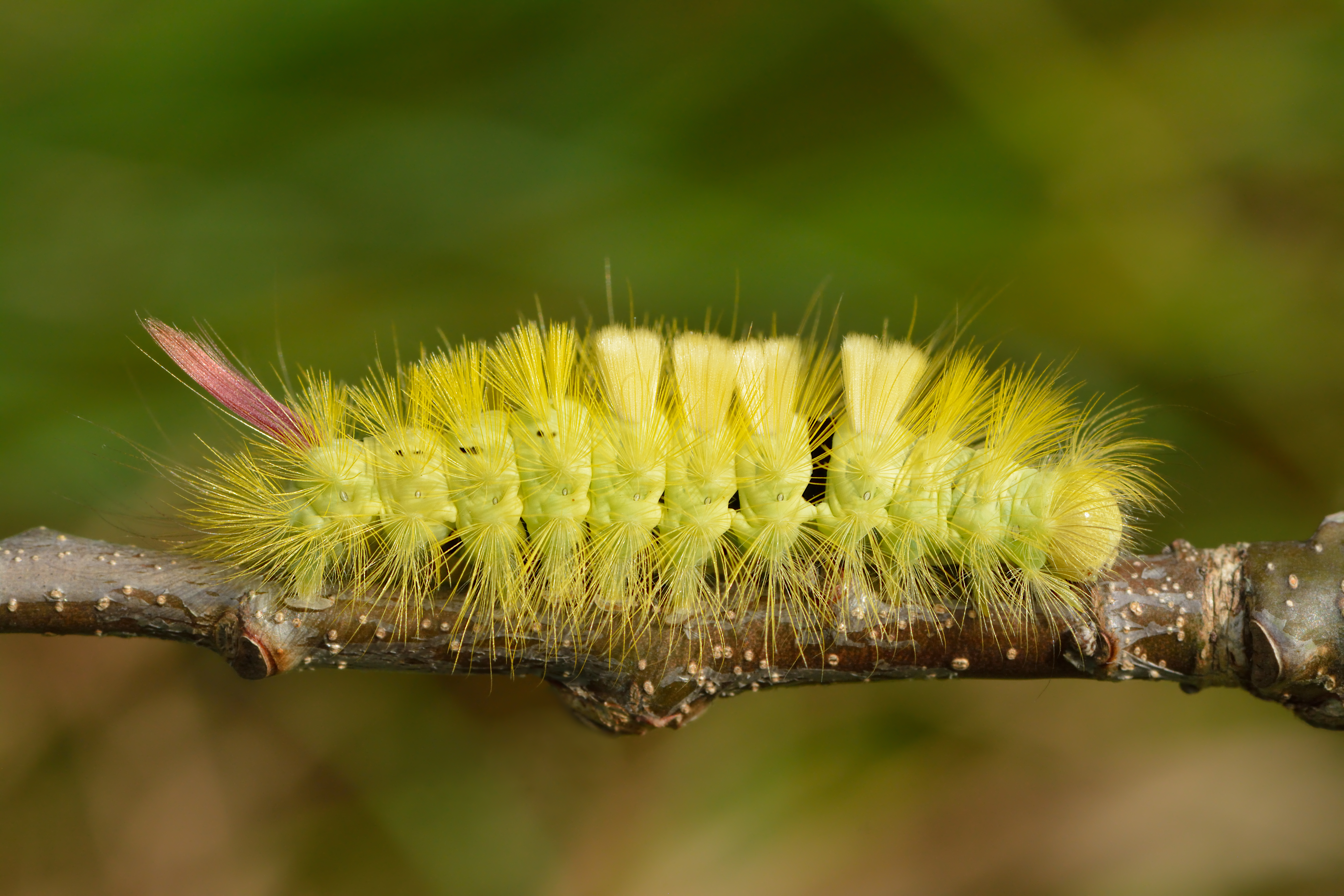
Autre chenille

### À ne pas confondre avec d'autres espèces
- Calliteara abietis (Denis & Schiffermüller, 1775)
- Calliteara fascelina (Linnaeus, 1758), synonyme : Dicallomera fascelina (Linnaeus, 1758) - présent dans toute l'Europe
- Calliteara fortunata (Rogenhofer, 1891)
- Acronicta aceris (Linnaeus, 1758) : chenille dont le dos présente un alignement de petits losanges blancs bordés de noir.

## Biologie, écologie
Espèce univoltine, le papillon fréquente les bois de feuillus, les vergers, les parcs, jusqu'à plus de 1 000 m d'altitude en montagne, en mai et juin.
La chenille est polyphage : chênes, saules, érables, hêtres, noisetiers, tilleuls, sorbiers, poiriers, pommiers...
Comme chez les autres représentants de la sous-famille des Lymantriinae, l'imago ne se nourrit pas.
Des pullulations inhabituelles de la chenille à houppes de ce papillon sont parfois constatées et sont probablement facilitées par les monocultures ou la monospécificité de certaines forêts.
Cela a par exemple été le cas dans des hêtraies de la chaîne des Carpates et des collines de Hostýnské Vrchy en 1992 et 1993. Cette invasion biologique a été régulée par une épizootie due au virus de la polyédrose nucléaire (VPN) ainsi que par une maladie fongique causée par le champignon Paecilomyces farinosus et aussi, mais dans une moindre mesure, par le parasitisme des chenilles, les parasitoïdes dominants étant des ichneumons et notamment Pimpla hypochondriaca et Phobocampe sp. (8,6 à 13,2% des larves et des pupes étaient parasitées par P. hypochondriaca).
Comme tous les papillons de nuit, les adultes de cette espèce sont sensibles à la lumière artificielle qui peut les attirer, ce qui permet d'utiliser des pièges à lumière pour l'évaluation de la présence/absence de l'espèce dans une région.

## Répartition et habitat
La Pudibonde est présente à travers toute l'Europe (à l'exception de l'extrême Nord), en Anatolie et jusqu'au Moyen-Orient, partout en France.

## Systématique
L'espèce actuellement appelée Calliteara pudibunda a été décrite par le naturaliste suédois Carl von Linné en 1758, sous le nom initial de Phalaena pudibunda.

### Synonymes
- Phalaena pudibunda Linné, 1758 Protonyme
- Dasychira pudibunda var. concolor Staudinger, 1861[6]
- Dasychira grundi Lorkovic, 1930
- Dasychira paktia Ebert, 1968[7]

## Noms vernaculaires
- Imago :

Le Bombyx pudibond
Patte étendue (les pattes sont étalées au repos et inhabituellement velues, comme le sont aussi la tête et le thorax).
- La chenille

Chenille de la République
La Pudibonde (d'après le comportement de sa chenille, qui, dérangée, s'enroule fermement en arc de cercle)
Orgyie pudibonde